# ニホントカゲ
ニホントカゲ(日本蜥蜴、学名：Plestiodon japonicus)は、有鱗目トカゲ科トカゲ属に分類されるトカゲ。
本州西部（近畿）から大隅諸島にかけての西日本に分布し、本州東部から北海道にかけての東日本やロシア極東には姉妹種ヒガシニホントカゲが、伊豆半島から伊豆諸島にかけては近縁のオカダトカゲが分布する。これら3種は相互に外見が酷似しているため、長年にわたって単一種として扱われてきたが、分子系統解析などの手法によって区別されるようになった。種小名japonicusは「日本の」という意味。

## 分布
- 在来個体群；日本（本州西部、四国、九州、大隅諸島）。模式標本の産地（基準産地・タイプ産地・模式産地）は長崎[1]。
  - 正確には若狭湾から琵琶湖を通り三重県内で中央構造線沿いに西走して和歌山県に抜けるライン以西[2]。
- 外来個体群：八丈島（伊豆諸島）九州からの移入個体群が定着している。

八丈島には九州方面からの移入個体群が定着しており、在来種のオカダトカゲとの競合もしくは交雑が懸念されている。

## 形態

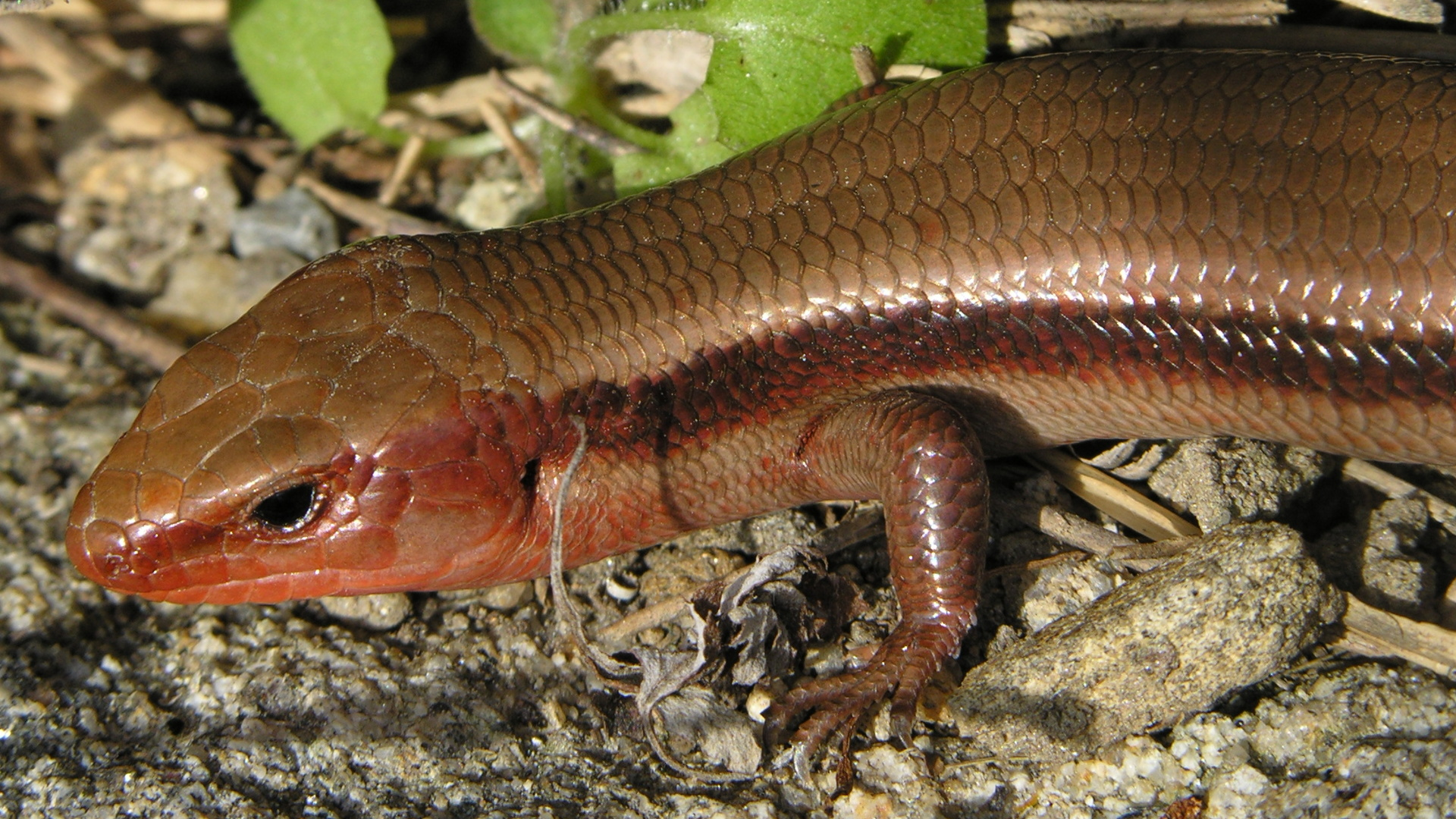
婚姻色が出たオスの頭部

全長は16-25センチメートル。胴体中央部の斜めに列になった背面の鱗の数（体列鱗数）は26。
幼体も成体も尾は青い。幼体は体色が黒や暗褐色で、5本の明色の縦縞が入る。オスの成体は褐色で、体側面に茶褐色の太い縦縞が入る。繁殖期のオスは側頭部から喉、腹部が赤みを帯びる。メスは幼体の色彩を残したまま成熟することが多い。

## 分類
かつては、本種の学名として下田（伊豆半島）を模式産地とするEumeces latiscutatusが用いられていた（Eumecesは旧トカゲ属）。2003年に発表されたアロザイムの分子系統推定から、本種の伊豆半島個体群とされていたのが伊豆諸島のみに分布するとされていたオカダトカゲだったことが判明したため、E. latiscutatusはオカダトカゲの学名となった。そのため、長崎を模式産地とするEumeces japonicusが、本種の学名として復活した。
2012年に東日本およびロシア沿海地方の個体群が、外部形態やミトコンドリアDNAのCOI遺伝子の分子系統推定から、新種ヒガシニホントカゲ Plestiodon finitimusとして分割された。

## 生態
草原や山地にある日当たりの良い斜面などに生息し、特に礫の多い場所や、墓地や石垣といったやはり石でできた遮蔽物の多い場所には好んで棲む。夏季になると水中に潜っていたという事例もある。冬季には、日当たりの良い斜面の地中や石垣などで冬眠している。
昆虫やミミズや蜘蛛などを食べる肉食だが、果物を食べることもある。
天敵に襲われそうになった場合、尾を自切することがある。切り離された尾はしばらく動き回り、外敵の注意を引く働きをする。切断面は筋肉が収縮し、出血も抑えられる。再生した尾（再生尾）は外観から見ても体色が異なるほか、元の尾よりも長さが短くなることが多い。また、再生尾は中に骨がなく、軟骨によって支えられている。
繁殖形態は卵生。繁殖期になるとオスは互いの頭部を差し出しては相手が噛みつくという行為を、交互に行って争う。この争いは儀式的なもので、相手の頭部を噛み砕いたりすることはなく、相手の大きさや力を測っていると考えられている。4-5月に交尾をし、5-6月に石や倒木などの下に掘った巣穴に1回に5-16個の卵を産む。母は卵が孵化するまで保護する。オスは生後2年、メスは生後2-3年で性成熟する。

## 飼育
野生種・有精卵の採取または稀にペットショップ・爬虫類専門店等から入手することで飼育が可能。

### 飼育環境
飼育ケースは昆虫飼育ケースの大サイズ（全長30cmほど）あれば飼育可能とされている。
床材は採取した場所の土、園芸用の土、または爬虫類用の土いずれでも飼育可能とされるが、ダニや寄生虫予防の観点からおすすめは爬虫類用の土または園芸用の土とされている。ニホントカゲは土を掘って潜る習性があることから、キッチンペーパーやペットシーツのように掘れない床材はさけたほうがいいとされている。
昼行性爬虫類であることから日光浴が必要。日光浴によってビタミンD3が生成されカルシウムの吸収を補うが、飼育下では日光浴不足をバスキングライトで補う必要がある。太陽光と同様の紫外線、具体的にはUVAとUVBが必要であり、特にUVBは窓越しの日差しではほぼ遮断されてしまうためUVBも放出するバスキングライトを使用する必要がある。
飼育温度は日本の春～秋の外気温と同様範囲内であれば問題とされている。15度を下回ると活動が落ち消化不良を引き起こす可能性があるため冬眠させない場合は冬でもバスキングライト等使用してケージ内を20度前後に保つ必要がある。一方で夏場は熱中症予防のためバスキングライトを照らしている側であっても35度以上とならないよう調整が必要。

### 餌
春～秋にかけて野外の昆虫・節足動物（バッタ、クモ、コオロギなど）やミミズ、または餌用でペットショップ等で販売されているコオロギやミルワームを幼体であれば1～2日に1回、成体であれば2～3日に1回食べるだけ与える。トカゲ用の人工餌を食べる個体もいるものの基本的には活き餌しか食べないとされる。ピンセットから直接食べる個体もいるが、野生種を採取して飼育している場合臆病で出てこないことがあるため置き餌としてケース内に餌を入れておき、当日中に残した分は取り除く必要がある。
水も皿または霧吹きで与える必要がある。
通常の活き餌だけではカルシウム・ビタミン不足となるため、爬虫類用のカルシウム剤やマルチビタミン剤を添加する必要がある。